# Staurakios
Staurakios (grekiska: Σταυράκιος), var bysantinsk kejsare mellan 26 juli 811 och 2 oktober 811. Han efterträdde sin far Nikeforos I som stupade i slaget vid Pliska. Staurakios styre blev kort då även han blev svårt sårad i samma slag och därefter av svågern Mikael I Rangabe tvingad att dra sig tillbaka till ett kloster, där han dog den 11 januari 812.
Staurakios hade redan 803 blev krönt till medkejsare av Nikeforos. En krönikör fientlig till den senare anger att Staurakios inte bara varit inkompetent till detta ämbete utan också gjort sig skyldig till våldtäkt. År 807 utsåg Nikeforos atenskan Teofano till Staurakios gemål.
Staurakios deltog i faderns krigsexpedition mot Krum av Bulgarien år 811 och undslapp med nöd och näppe från det katastrofala slaget vid Pliska, men blev förlamad av ett svärdshugg. Han blev hastigt utsedd till kejsare, vilket var första gången en bysantinsk kejsare krönts utanför Konstantinopel. Det blev snart uppenbart att Staurakios tänkte utse Teofano till sin efterträdare, och rykten gick om att han planerade att ersätta kejsardömet med en republik. Svågern Mikael och dennes anhängare tvingade då Staurakios från makten, varpå den senare lät sig prästvigas och gå i kloster.